# Nolina parryi
Nolina parryi ist eine Pflanzenart der Gattung Nolina in der Familie der Spargelgewächse (Asparagaceae). Englische Trivialnamen sind „Parry’s Nolina“ und „Giant Nolina“.

## Beschreibung
Nolina parryi ist stammbildend mit Wuchshöhen von 1 bis 2 m. Sie formt in der oberen Hälfte des Stammes manchmal Rosetten. Die variablen, steifen, hellgrünen bis blaufarbenen Laubblätter sind 50 bis 120 cm lang und 20 bis 40 mm breit. Die Blattränder sind gezähnt.
Der Blütenstand wird 1,2 bis 4 m hoch und 0,2 bis 1,3 m breit mit dichten, unregelmäßig angeordneten Verzweigungen. Die weißen bis cremefarbenen Blüten sind 3 bis 5 mm lang und 2 bis 2,5 mm breit. Die Blühperiode reicht von April bis Juni.
Die in der Reife holzigen runden Kapselfrüchte sind 9 bis 15 mm lang und breit. Die hellbraunen, eiförmigen bis länglichen Samen sind 3 bis 4 mm lang und 2 bis 3 mm breit.
Nolina parryi ist frosthart bis minus 10 °C.

## Verbreitung und Systematik
Nolina parryi ist im US-Bundesstaat Kalifornien in Höhenlagen von 900 bis 2100 m verbreitet. Sie wächst auf steinigen oder sandigen Hängen, in Waldland und ist vergesellschaftet mit Yucca brevifolia, Yucca schidigera, Yucca baccata und verschiedenen Kakteen-Arten.
Nolina parryi ist Mitglied der Sektion Arborescentes. Außergewöhnlich große Exemplare sind in der Mojave-Wüste angesiedelt. Charakteristisch sind die gewaltigen Blütenstände der Individuen in den Kingston Mountains.
Die Erstbeschreibung erfolgte 1879 durch Sereno Watson.
Synonyme sind Nolina bigelovii var. parryi (S.Watson) L.D.Benson, Nolina bigelovii subsp. parryi (S.Watson) E.Murray , Nolina parryi subsp. wolfi Munz , Nolina bigelovii var. wolfi (Munz) L.D.Benson , Nolina wolfi (Munz) Munz, Nolina bigelovii subsp. wolfi (Munz) E.Murray.

## Bilder

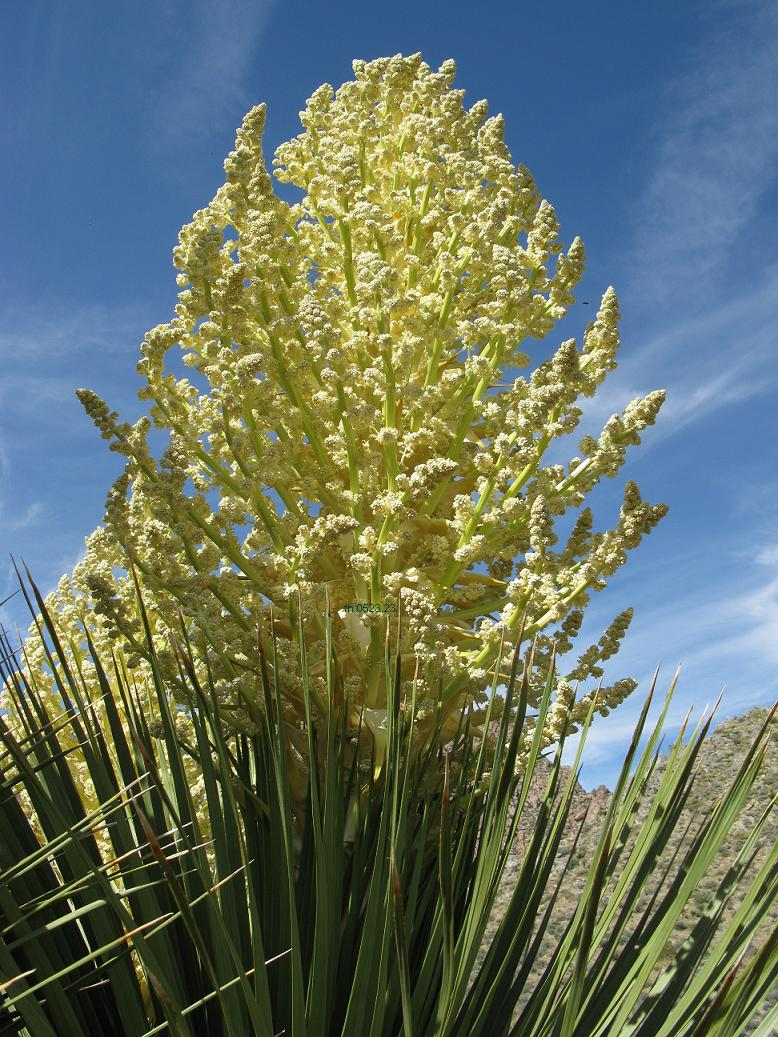
Mit Blütenstand im April in Kalifornien
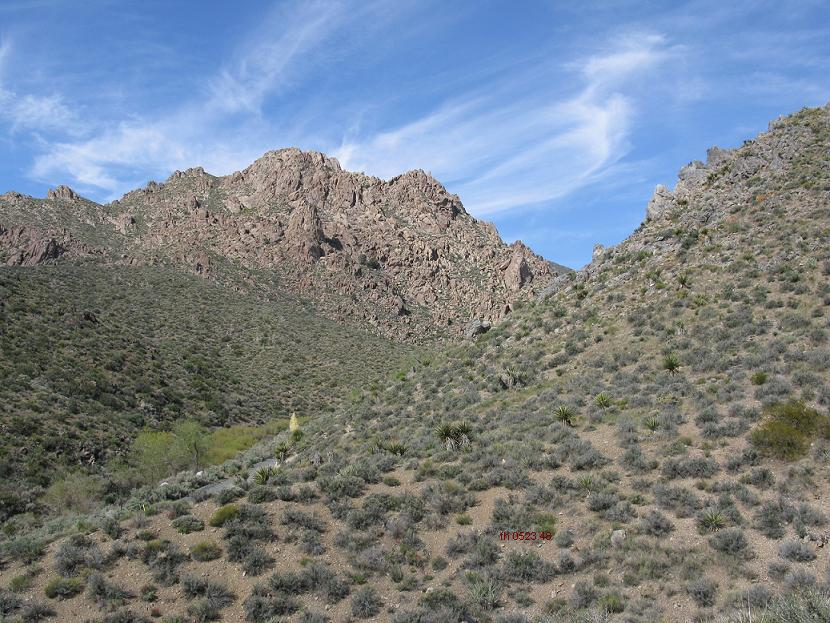
In unberührter Natur
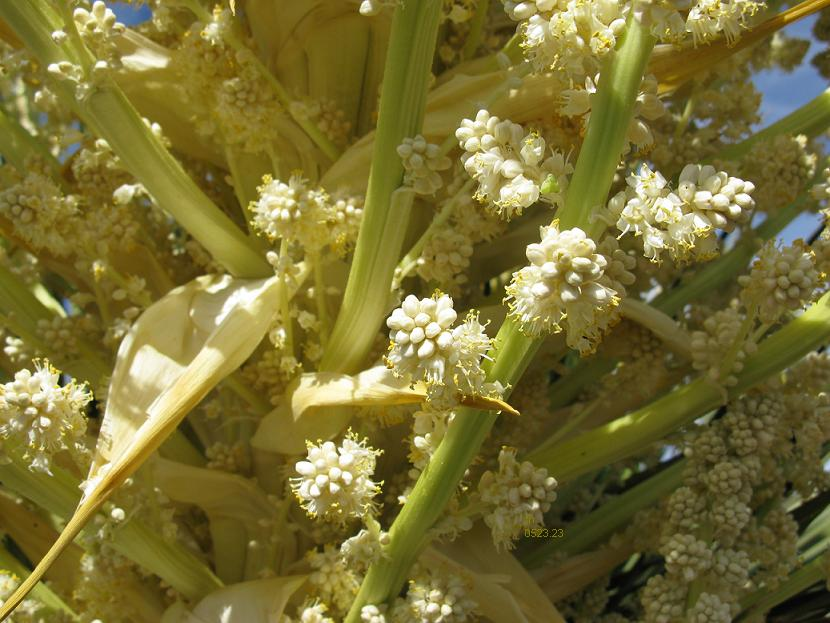
Ausschnitt eines Blütenstandes

## Nachweise